# هوراشيو سايمور (سياسي أمريكي)
هوراشيو سايمور (بالإنجليزية: Horatio Seymour)‏ هو محامي وسياسي أمريكي، ولد في 31 مايو 1810 في الولايات المتحدة، وتوفي في 12 فبراير 1886 في أوتيكا في الولايات المتحدة. حزبياً، نشط في الحزب الديمقراطي. وقد انتخبحاكم نيويورك ‏ (1863 – 31 ديسمبر 1864) و(1853 – 31 ديسمبر 1854). وانتخب عضو جمعية ولاية نيويورك (1 يناير 1844 – 31 ديسمبر 1845). وقد كان مرشح الحزب الديمقراطي في الانتخابات الرئاسية الأمريكية 1868.

## روابط خارجية
- هوراشيو سايمور (سياسي أمريكي) على موقع الموسوعة البريطانية (الإنجليزية)